# Emilio Cecchi
Emilio Cecchi (n. 14 iulie 1884 - d. 8 septembrie 1966) a fost un scriitor, critic literar, producător de film, scenarist și critic de artă italian.
A fost militant pentru prosa d'arte și unul dintre fondatorii cercului poetic "La Ronda", de orientare clasicistă.

## Opera
- 1924: Ziua doamnelor frumoase ("La giornata delle belle donne")
- 1927: Han pentru vreme rea ("L'osteria del cattivo tempo")
- 1915: Istoria literaturii engleze în secolul al XIX-lea ("Storia della letteratura inglese nel secolo XIX")
- 1920: Pești roșii ("Pesci rossi")
- 1932: Mexic ("Messico")
- 1935: Scriitori englezi și americani ("Scrittori inglesi e americani")
- 1936: Et in Arcadia ego
- 1939: America dureroasă ("America amara")